# Lista de deputados estaduais da Bahia da 15.ª legislatura
Essa é uma lista de deputados estaduais da Bahia eleitos para o período 2003-2007

## Composição das bancadas
| Partido | Líder                  | Bancada | Posição      |
| ------- | ---------------------- | ------- | ------------ |
| PFL     | Gildásio Penedo Filho  | 16 / 63 | Governo      |
| PT      | Moema Gramacho         | 10 / 63 | Oposição     |
| PPB     | Roberto Muniz          | 7 / 63  | Governo      |
| PL      | Angelo Coronel         | 4 / 63  | Governo      |
| PST     | Maurício Trindade      | 4 / 63  | Independente |
| PTB     | Gilberto Brito         | 4 / 63  | Governo      |
| PCdoB   | Edson Pimenta          | 3 / 63  | Oposição     |
| PSDB    | Marcelo Nilo           | 3 / 63  | Independente |
| PMDB    | Targino Machado        | 3 / 63  | Independente |
| PDT     | João Henrique Carneiro | 2 / 63  | Oposição     |
| PSB     | Lídice da Mata         | 2 / 63  | Oposição     |
| PSD     | Humberto Cedraz        | 2 / 63  | Independente |
| PRP     | Cap. Fábio Santana     | 1 / 63  | Independente |
| PPS     | Walmir Mota            | 1 / 63  | Oposição     |
| PSC     | Luciano Simões         | 1 / 63  | Independente |

## Deputados estaduais
| Número | Deputados estaduais eleitos | Partido | Votação | Percentual | Cidade onde nasceu       | Unidade federativa |
| 12345  | João Henrique Carneiro      | PDT     | 186.891 | 3,17%      | Feira de Santana         | Bahia              |
| 25101  | Carlos Gaban                | PFL     | 89.585  | 1,52%      | Mococa                   | São Paulo          |
| 11011  | Roberto Muniz               | PPB     | 84.893  | 1,44%      | Salvador                 | Bahia              |
| 11333  | Luiz Argôlo                 | PPB     | 74.199  | 1,26%      | Entre Rios               | Bahia              |
| 25115  | Reinaldo Braga              | PFL     | 71.102  | 1,21%      | Xique-Xique              | Bahia              |
| 25140  | Jusmari Oliveira            | PFL     | 70.958  | 1,20%      | Pérola d'Oeste           | Paraná             |
| 11234  | Ronaldo Carletto            | PPB     | 68.437  | 1,16%      | Salvador                 | Bahia              |
| 25166  | Gildasio Penedo Filho       | PFL     | 64.181  | 1,09%      | Salvador                 | Bahia              |
| 25123  | José Tude                   | PFL     | 62.664  | 1,06%      | São Paulo                | São Paulo          |
| 22220  | Sandro Régis                | PL      | 61.692  | 1,05%      | Salvador                 | Bahia              |
| 11222  | Nelson Leal                 | PPB     | 61.654  | 1,05%      | Salvador                 | Bahia              |
| 25188  | Clóvis Ferraz               | PFL     | 61.280  | 1,04%      | Tremedal                 | Bahia              |
| 25155  | Heraldo Eduardo Rocha       | PFL     | 59.949  | 1,02%      | Itaperuna                | Rio de Janeiro     |
| 18700  | Maurício Trindade           | PST     | 59.448  | 1,01%      | Salvador                 | Bahia              |
| 25111  | Paulo Azi                   | PFL     | 58.415  | 0,99%      | Salvador                 | Bahia              |
| 25145  | José Nunes Soares           | PFL     | 57.236  | 0,97%      | Belém do São Francisco   | Pernambuco         |
| 14114  | Tarcízio Pimenta            | PTB     | 56.973  | 0,97%      | Feira de Santana         | Bahia              |
| 22122  | Angelo Coronel              | PL      | 56.119  | 0,95%      | Coração de Maria         | Bahia              |
| 25150  | Antônio Rodrigues           | PFL     | 55.832  | 0,95%      | Olindina                 | Bahia              |
| 25160  | Vespasiano Santos           | PFL     | 54.909  | 0,93%      | Vitória da Conquista     | Bahia              |
| 25118  | Luiz de Deus                | PFL     | 53.526  | 0,91%      | Brejo Grande             | Bahia              |
| 11611  | Júnior Magalhães            | PPB     | 52.370  | 0,89%      | Candeias                 | Bahia              |
| 22222  | Pedro Alcântara             | PL      | 52.027  | 0,88%      | Campo Alegre de Lourdes  | Bahia              |
| 22123  | Bispo Márcio Marinho        | PL      | 47.516  | 0,81%      | Cabo Frio                | Rio de Janeiro     |
| 25125  | Paulo Câmera                | PFL     | 46.572  | 0,79%      | Itabuna                  | Bahia              |
| 65321  | Álvaro Gomes                | PC do B | 45.762  | 0,78%      | Tapiramutá               | Bahia              |
| 13166  | Moema Gramacho              | PT      | 45.485  | 0,77%      | Salvador                 | Bahia              |
| 40133  | Eliel Santana               | PSB     | 45.174  | 0,77%      | Estância                 | Sergipe            |
| 13555  | Pastor Sargento Isidório    | PT      | 44.559  | 0,76%      | Salvador                 | Bahia              |
| 25161  | Emério Resedá               | PFL     | 43.621  | 0,74%      | Conceição do Coité       | Bahia              |
| 14123  | Antônia Pedrosa             | PTB     | 41.980  | 0,71%      | Barreiras                | Bahia              |
| 40044  | Lídice da Mata              | PSB     | 40.118  | 0,68%      | Cachoeira                | Bahia              |
| 25198  | Sônia Fontes                | PFL     | 39.705  | 0,67%      | Salvador                 | Bahia              |
| 14199  | Gilberto Brito              | PTB     | 39.563  | 0,67%      | Paramirim                | Bahia              |
| 45678  | Marcelo Nilo                | PSDB    | 39.276  | 0,67%      | Antas                    | Bahia              |
| 25103  | Dr. Gérson de Deus          | PFL     | 39.092  | 0,66%      | Sapeaçu                  | Bahia              |
| 14700  | João Bonfim                 | PTB     | 38.888  | 0,66%      | Brumado                  | Bahia              |
| 13100  | Zilton Rocha                | PT      | 37.297  | 0,63%      | Nova Canaã               | Bahia              |
| 65333  | Edson Pimenta               | PC do B | 35.664  | 0,60%      | Esplanada                | Bahia              |
| 11444  | Eliana Boaventura           | PPB     | 35.510  | 0,60%      | Feira de Santana         | Bahia              |
| 13678  | J. Carlos                   | PT      | 34.609  | 0,59%      | Madre de Deus            | Bahia              |
| 13222  | Waldenor Pereira            | PT      | 33.338  | 0,57%      | Caculé                   | Bahia              |
| 11233  | Aderbal Caldas              | PPB     | 33.156  | 0,56%      | Itapicuru                | Bahia              |
| 13123  | Zé Neto                     | PT      | 32.038  | 0,54%      | Feira de Santana         | Bahia              |
| 18147  | Jurandy Oliveira            | PST     | 31.067  | 0,53%      | Ipirá                    | Bahia              |
| 45123  | Arthur Oliveira Maia        | PSDB    | 30.501  | 0,52%      | Salvador                 | Bahia              |
| 13467  | Luiz Caetano                | PT      | 30.388  | 0,52%      | Central                  | Bahia              |
| 13234  | Yulo Oiticica               | PT      | 30.115  | 0,51%      | Salvador                 | Bahia              |
| 13199  | Zé das Virgens              | PT      | 29.024  | 0,49%      | São Gabriel              | Bahia              |
| 18444  | Rogério Andrade             | PST     | 28.687  | 0,49%      | Santo Antônio de Jesus   | Bahia              |
| 15154  | Michel Hagge                | PMDB    | 28.551  | 0,48%      | Salvador                 | Bahia              |
| 65222  | Javier Alfaya               | PC do B | 27.840  | 0,47%      | Redondela                | Espanha            |
| 15111  | Targino Machado             | PMDB    | 26.808  | 0,45%      | Salvador                 | Bahia              |
| 13133  | Emiliano José               | PT      | 25.691  | 0,44%      | Jacareí                  | São Paulo          |
| 45245  | Rui Macedo                  | PSDB    | 25.058  | 0,42%      | Andaraí                  | Bahia              |
| 15122  | Elmar Nascimento            | PMDB    | 24.450  | 0,41%      | Campo Formoso            | Bahia              |
| 18789  | Paulo Cézar Simões          | PST     | 24.120  | 0,41%      | Alagoinhas               | Bahia              |
| 20111  | Luciano Simões              | PSC     | 23.643  | 0,40%      | Salvador                 | Bahia              |
| 44321  | Capitão Fábio Santana       | PRP     | 21.433  | 0,36%      | Itabuna                  | Bahia              |
| 41111  | Pedro Egídio                | PSD     | 15.864  | 0,27%      | São João do Rio do Peixe | Paraíba            |
| 23777  | Walmir Mota                 | PPS     | 12.959  | 0,22%      | Cachoeira Paulista       | São Paulo          |
| 12344  | Roberto Carlos              | PDT     | 11.951  | 0,20%      | Uauá                     | Bahia              |
| 41258  | Humberto Cedraz             | PSD     | 11.250  | 0,19%      | Valente                  | Bahia              |